# Wakapuaka (fleuve)
Pour l’article homonyme, voir Wakapuaka.
Le fleuve Wakapuaka  (anglais : Wakapuaka River) est un cours d’eau du districtdistrict de Nelson et de la région de Nelson dans l’Île du Sud de la Nouvelle-Zélande.

## Géographie
Il s’écoule essentiellement vers le nord à partir de son origine dans le nord du chaînon Bryant à 14 km à l’est de la ville de Nelson pour atteindre la baie Delaware (en), une indentation de la côte nord de la Baie de Tasman, juste en face de Stuart Hill (401 m).

## Affluents
Les principaux affluents de la rivière Wakapuaka sont la rivière Lud sur la rive droite et Teal sur la rive gauche.